# 埃農泰基厄

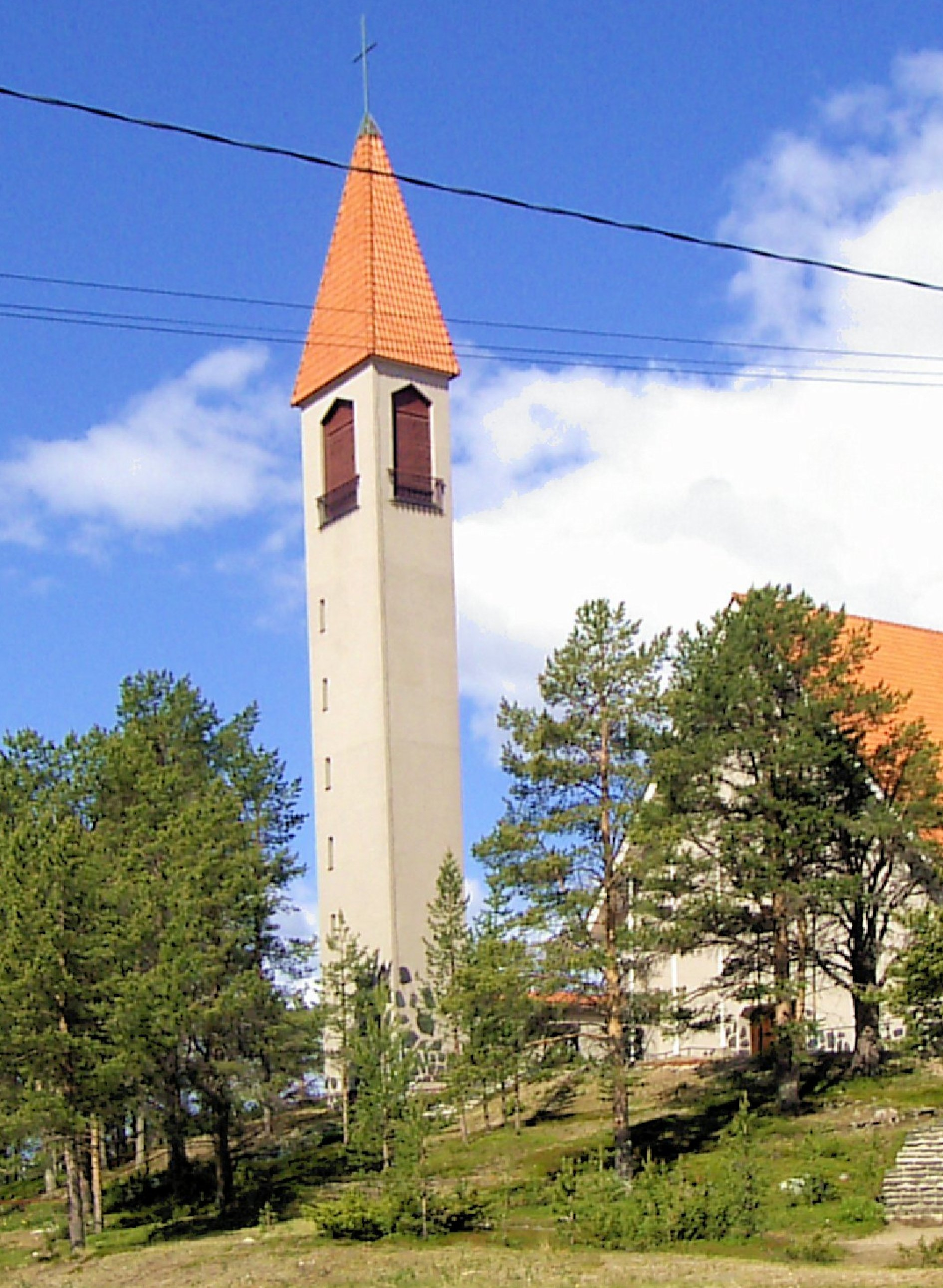
埃農泰基厄教堂

埃農泰基厄（芬蘭語：Enontekiö）是芬蘭拉普蘭區的市鎮，位於該國西北部，始建於1877年，面積8,391平方公里，最高點海拔高度1,324米，2013年人口1,878，人口密度為每平方公里0.24人。

## 知名人物
- 尼尔斯-阿斯拉克·瓦尔凯亚帕：作家、艺术家、音乐家

## 外部連結
- 埃農泰基厄市镇官方网站 （页面存档备份，存于） （文）
- 埃農泰基厄旅游信息 （页面存档备份，存于） （文） （英文） （德文）